# Se'are Mekonnen
Se'are Mekonnen (tiếng Ge'ez: ሰዐረ መኮንን; 1954 – 22 tháng 6 năm 2019) là một sĩ quan quân đội Ethiopia. Ông là Tổng tham mưu trưởng của Lực lượng phòng vệ quốc gia Ethiopia cho đến khi ông bị bắn chết vào ngày 22 tháng 6 năm 2019.

## Tiểu sử
Là cựu chiến binh của Mặt trận giải phóng nhân dân Tigrayan trong Nội chiến ở Ethiopia, Se'are được bổ nhiệm vào vị trí cao nhất trong lực lượng vũ trang năm 2018 bởi Thủ tướng Abiy Ahmed, kế nhiệm Samora Yunis. Mặc dù có nguồn gốc đảng phái trong TPLF, Se'are là người ủng hộ mạnh mẽ cho việc phi chính trị hóa và chuyên nghiệp hóa các lực lượng vũ trang trong nhiệm kỳ của mình với tư cách là chỉ huy quân sự. Ông đã bị giết vào ngày 22 tháng 6 năm 2019 trong khi chống lại một cuộc đảo chính ở vùng Amhara cùng với trợ lý của ông, Thiếu tướng (đã nghỉ hưu) Gizae Aberra.